# Старогниличанське водосховище
 Старогниличанське водосхо́вище — невелике руслове водосховище на річці Гнилиця ІІ (ліва притока р. Сіверський Донець). Розташоване в Чугуївському районі Харківської області.
- Водосховище побудовано в 1974 році по проекту Харківської філії інституту «Укрдіпроводгосп».
- Призначення — зрошення, риборозведення, культурно-побутові потреби.
- Вид регулювання — сезонне.

## Основні параметри водосховища
- нормальний підпірний рівень — 110,5 м;
- форсований підпірний рівень — 111,9 м;
- рівень мертвого об'єму — 107,0 м;
- повний об'єм — 2,364 млн м³;
- корисний об'єм — 2,20 млн м³;
- площа дзеркала — 95,2 га;
- довжина — 1,7 км;
- середня ширина — 0,277 км;
- максимальні ширина — 0,50 км;
- середня глибина — 2,48 м;
- максимальна глибина — 4,70 м.

## Основні гідрологічні характеристики
- Площа водозбірного басейну — 132 км².
- Річний об'єм стоку 50 % забезпеченості — 7,25 млн м³.
- Паводковий стік 50 % забезпеченості — 5,26 млн м³.
- Максимальні витрати води 1 % забезпеченості — 131 м³/с.

## Склад гідротехнічних споруд
- Глуха земляна гребля довжиною — 598 м, висотою — 7,11 м, шириною — 10 м. Закладення верхового укосу — 1:8, низового укосу — 1:2,5.
- Шахтний водоскид із монолітного залізобетону висотою — 4,5 м, розмірами 2(5,0х4,5)м..
- Водоскидний тунель чотирьохвічковий із монолітного залізобетону розмірами 4(2,0х2,3)м, довжиною — 28 м.
- Донний водоспуск з двох сталевих труб діаметром 400 мм, обладнаний засувками.

## Використання водосховища
Водосховище було побудовано для зрошення в радгоспі «Репінський» Чугуївського району.
На даний час забір води для зрошення здійснюється насосними станціями Харківського міжрайонного управління водного господарства.